# Nowosielicy (rejon nowogrodzki)
Nowosielicy (ros. Новоселицы) – wieś (dieriewnia) w Rosji, w obwodzie nowogrodzkim, w rejonie nowogrodzkim. W 2021 liczyła 1403 mieszkańców.